# Tadeusz Wasil
Tadeusz Wasil (ur. 4 lutego 1925 w Brzostówcu, zm. 20 czerwca 1987) – polski polityk, samorządowiec.

## Życiorys
Urodził się 4 lutego 1925 w Brzostówcu koło Radzynia Podlaskiego na Lubelszczyźnie. Był synem Stanisława i Józefy. Podczas II wojny światowej jego rodzina udzielała wsparcia polskim partyzantom, za co w październiku 1942 roku oddział SS zabił ojca, troje rodzeństwa i ciężko ranił matkę Wasila, a także spalił ich rodzinne gospodarstwo w Brzostówcu. Dochodzenie w tej sprawie zostało przeprowadzone przez Delegaturę Okręgowej Komisji Badania Zbrodni Niemieckich w Prudniku.

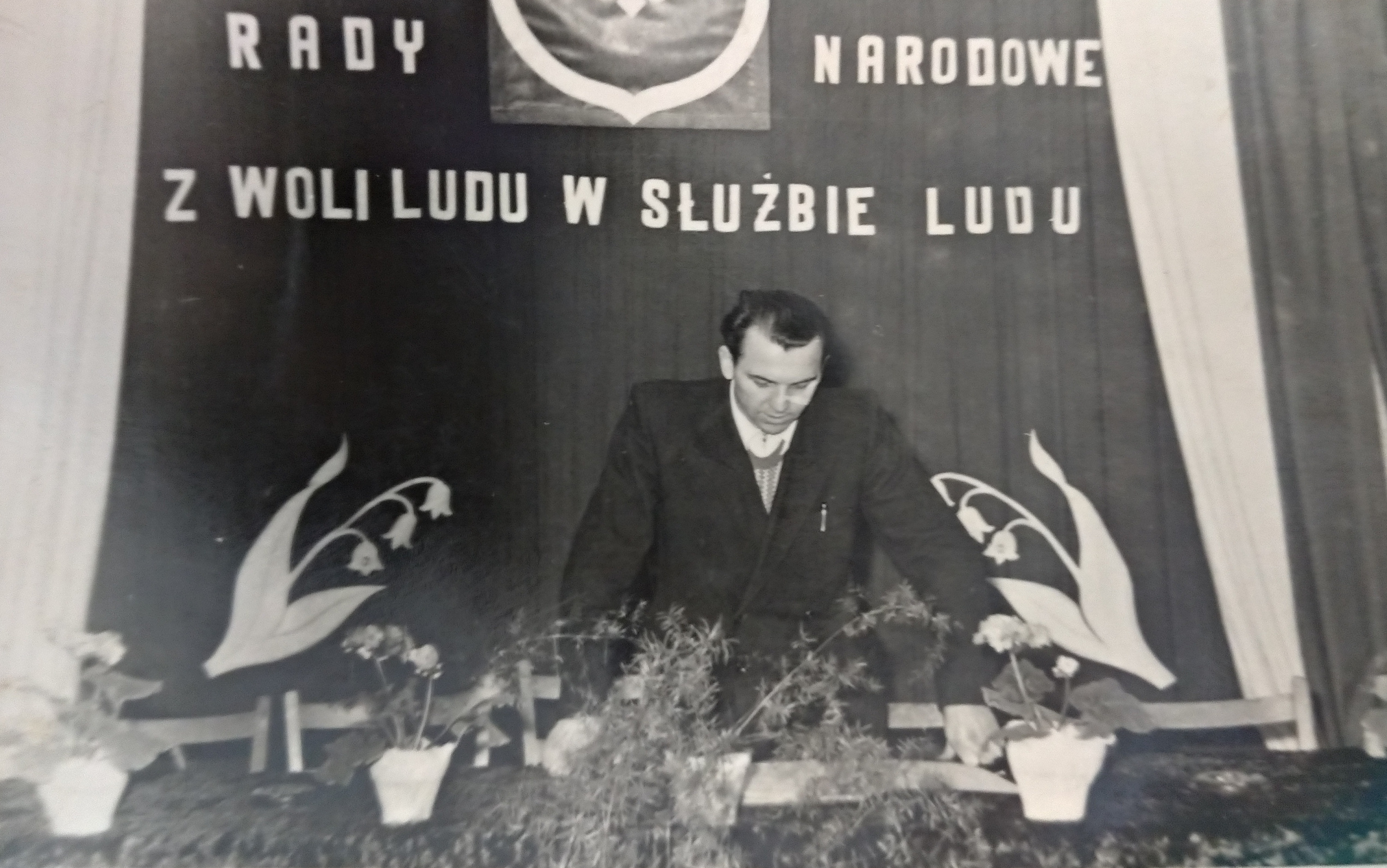
Tadeusz Wasil w Radzie Narodowej

Pełnił funkcję członka zarządu Powszechnej Spółdzielni Spożywców „Społem” w Głubczycach. W 1953 był kierownikiem Wydziału Rolnego KP PZPR w Głubczycach. W latach 1954–1955 był kierownikiem wydziału politycznego w G.O.M. Nasiedle. Od 23 listopada 1955 do 31 grudnia 1956 był sekretarzem komitetu powiatowego w Głubczycach.
W wyborach w 1958 uzyskał mandat radnego Miejskiej Rady Narodowej w Głubczycach w okręgu wyborczym nr 1. Do 1964 był przewodniczącym Prezydium MRN. W wyborach w 1973 został radnym Gminnej Rady Narodowej w Lisięcicach z okręgu wyborczego nr 2.
Zmarł 20 czerwca 1987.

## Rodzina

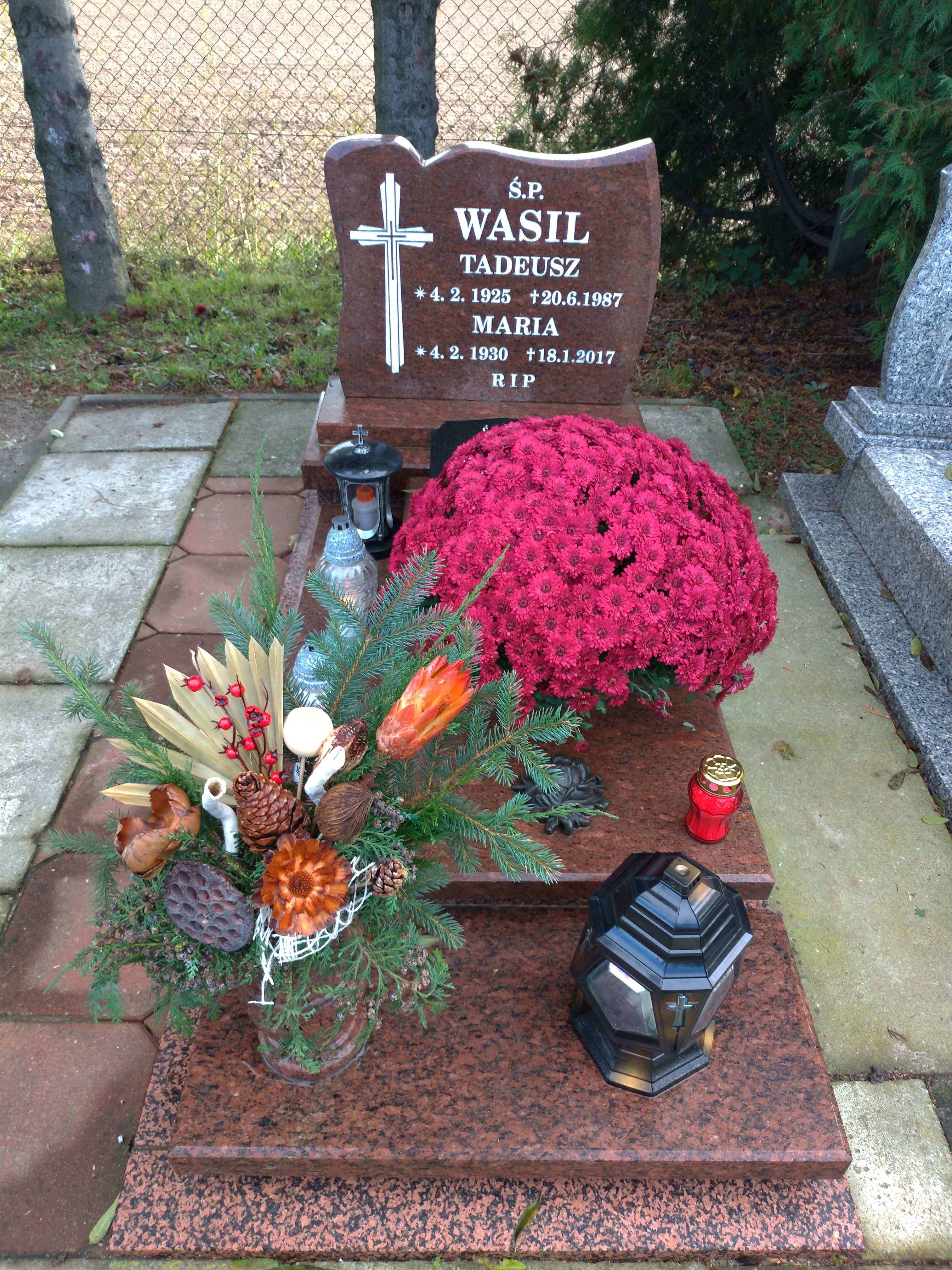
Grób

Był żonaty z Marią Wasil (z d. Radecka; 1930–2017), z którą miał dwóch synów: Jerzego i Janusza (1952–2019).

## Odznaczenia
- Srebrny Krzyż Zasługi (1955)[15]
- Złoty Krzyż Zasługi (1975)[16]
- Medal 40-lecia Polski Ludowej (1984)
- Krzyż Kawalerski Orderu Odrodzenia Polski (1985)[17]
- Odznaka „Zasłużonemu Opolszczyźnie”